# Лиля Буджурова
Лиля Рустемовна Буджурова (на кримскотатарски: Lilâ Rustem qızı Bucurova, Лиля Рустем къзъ Буджурова) – кримско-татарска поетеса и журналистка.

## Биография

### Творческа дейност
Родена е на 1 ноември 1958 г. в узбекския град Ангрен. През 1979 г. завършва Филологическия факултет на Ташкентския областен държавен педагогически институт. През 1989 г. публикува първия си сборник самиздат „Некупленный билет“ (Неплатен билет), а след това и сборника „Когда мы вернёмся“ (Когато се върнем). През 1991 г. се завръща в Крим. От 1991 до 1997 г. работи като главен редактор на кримско-татарския вестник „Авдет“: по нейни думи е уволнена за критика към Мустафа Джемилев. От 1991 до 2011 г. работи като редактор на кримско-татарската редакция на Държавна телевизия и радио „Крим“, а след това е неин водещ редактор. В различни периоди води авторските програми „Ана-Юрт“, „Опасна зона“, „Главен редактор“. От 2004 до 2014 г. е главен редактор на в. „Первая Крымская“, а от 1992 до 2009 г. работи като кореспондент на канал „СТБ“. От 1992 г. и до днес е кореспондент на „Агенция Франс Прес“. Публикува в интернет вестника „Украинска правда“. През 1997 г. е избрана за председател на Кримската асоциация на свободните журналисти.
От 2012 г. е заместник генерален директор по информационната политиката на телевизионния канал „АTR“, автор на политико-социалното телевизионно шоу „Гравитация“. През април 2015 г. напуска тази длъжност поради закриване на канала. През август 2015 г. става заместник-директор на продуцентското студио „QaraDeniz production“. Буджурова е един от организаторите на детския конкурс за таланти „Canlı ses“ (Местен глас). През 2016 г. заедно с други съмишленици учредява общественото движение „Бизим балалар“ (Нашите деца) в подкрепа на децата на кримските мюсюлмани затворници.

### Политика
Буджурова е избрана за делегат във II Курултай на кримските татари. Два пъти е избирана в Меджлиса на кримските татари (член от 1991 до 1997 година), а от 1994 до 1998 година е депутат във Върховния съвет на Автономна република Крим. на 2 ноември 2015 г. Буджурова съобщава, че в дома ѝ е проведен обиск във връзка със заведено наказателно дело срещу Исламов.

### Награди
- Премия „Исмаил Гарински“ за два сборника самиздат стихове и серия публицистични статии (1992).
- Премия „Василия Стуса“ (2001).
- Заслужил журналист на Украйна (2005)[6].
- Кавалер на Орден „За заслуги“ III степен (2015)[7].